# Cavall de bosc
El cavall de bosc (Equus caballus germanicus), també conegut com la subespècie de mitja sang o el cavall diluvial, actualment extint, és un postulat de la teoria de les quatre fundacions, que diu que hi hagué entre quatre i set subtipus primitius que precediren el desenvolupament del cavall domèstic, cadascun d'ells adaptat a un ecosistema determinat. Es creu que aquest subtipus evolucionà als cavalls de mitja sang del nord d'Europa i fou l'avantpassat d'algunes races antigues de "cavalls pesants", com ara l'ardenès. Era un cavall d'ossos grans, pesant i de moviments lents, amb peülles amples que li permetien viure a les extenses zones pantanoses d'Europa, així com un pelatge espès i aspre que podria haver dut clapes per camuflatge.
Els defensors de la teoria de les quatre fundacions han anomenat aquest subtipus, Equus caballus germanicus, Equus ferus silvaticus i Equus ferus germanicus, tot i que la taxonomia actual disputa aquesta classificació.